# Charles Oudin
Pour les articles homonymes, voir Oudin.
Charles Oudin est l'une des plus anciennes maisons françaises d'horlogerie. Elle a été fondée à la fin du XVIIIe siècle à Paris par Jean-Charles (dit Charles) Oudin, qui venait d'une famille d'horlogers originaire du nord-est de la France. Quatre générations d'Oudin exerçaient la profession à partir du milieu du XVIIIe siècle, d'abord dans la Meuse et ensuite à Paris. Plusieurs d'entre eux ont travaillé pour le maître horloger Abraham-Louis Breguet.
S'établissant à son compte à la fin du XVIIIe siècle, Charles Oudin - le membre le plus connu de cette dynastie horlogère - se consacre à l'horlogerie de luxe et de précision. Les premières montres signées « Charles Oudin, élève de Breguet » datent de 1797. En 1805 il crée une "montre à répétition au tact" pour l'Impératrice Joséphine. Sa participation aux grandes expositions de l'époque est remarquée : à l'Exposition des produits de l'industrie française de 1806, il reçoit une Mention Honorable pour une montre à remontoir automatique et à l'Exposition des produits de l'industrie française de 1819, une Citation pour une montre à équation.

## Dans l'entourage de Breguet
La famille Oudin, originaire du nord-est de la France, a produit plusieurs horlogers de renom. Le premier connu, Jean Baptiste Oudin, était originaire de Clermont en Argonne (Meuse); ses fils Nicolas et Charles (que nous appellerons ici "Charles l'aîné") sont devenus horlogers à leur tour, ainsi que leurs fils respectifs. Alors que Charles Oudin l'aîné (1743 - 1803) est resté toute sa vie à Sedan (Ardennes), ville dont il est devenu le maire en 1794, il a exécuté des travaux pour l'horloger Breguet, et apparaît dans les livres de compte de celui-ci sous le surnom de "Oudin père".
Charles Oudin l'aîné et son frère Nicolas ont eu chacun un fils horloger, qui ont tous deux travaillé dans l'atelier parisien d'Abraham-Louis Breguet (1747 - 1823), considéré comme le fondateur de l'horlogerie moderne. Les cousins germains : Charles, fils de Nicolas (1768 - 1840) et Joseph, fils de Charles Oudin l'aîné (1773 - vers 1842) étaient appréciés de Breguet. Pendant leur passage dans son atelier, ils ont participé à la mise au point et à la production de plusieurs de ses inventions, depuis la simple montre de souscription jusqu’aux montres perpétuelles les plus élaborées.
Le mieux connu et le plus prolifique des deux, cependant, était Charles. Charles Oudin a, en particulier, développé un astucieux dispositif d’équation du temps, permettant aux montres de souscription de Breguet d’indiquer le temps vrai (heure du soleil), comme le temps moyen, universellement utilisé dans la vie courante.
Lorsque, pendant la Révolution française, Breguet a fui la France pour se réfugier en Suisse, Charles Oudin (appelé "Oudin Sedan" dans les livres de compte de Breguet) a aidé Boulanger, l'assistant du maître horloger, à continuer l'activité de l'atelier. Abraham-Louis Breguet l'estimait au point de lui proposer la direction de l'atelier, une offre qui fut poliment refusée par Oudin. Breguet lui accorda également la permission - très rarement accordée - de signer ses montres "Charles Oudin, élève de Breguet". Ses œuvres peuvent, effectivement, rivaliser avec celles de son maître.

## Charles Oudin au Palais-Royal
En 1801 Charles Oudin établit son atelier dans le Palais-Royal, un lieu très à la mode à cette époque. Devenu l'apanage du duc d'Orléans, frère de Louis XIV, en 1692, il est resté le palais de la famille d'Orléans. En 1780, Louis-Philippe d'Orléans, le futur Philippe Egalité, y fait construire un vaste ensemble d'immeubles dotés de colonnades, de galeries marchandes, de cafés, et même d'un cirque. Bientôt devenu un lieu de divertissement très apprécié et de rendez-vous galants, le Palais Royal comptait beaucoup de boutiques élégantes. Dans ce quartier central et très en vogue, la première adresse de Charles Oudin était : Galerie de Pierre, no 65.
En 1809, Charles Oudin est mentionné au numéro 52, rue de Richelieu, Palais du Tribunat. De nos jours encore on peut y admirer son enseigne en mosaïque incrusté dans le pavé, où figure son titre d’« Horloger de la Marine française ».

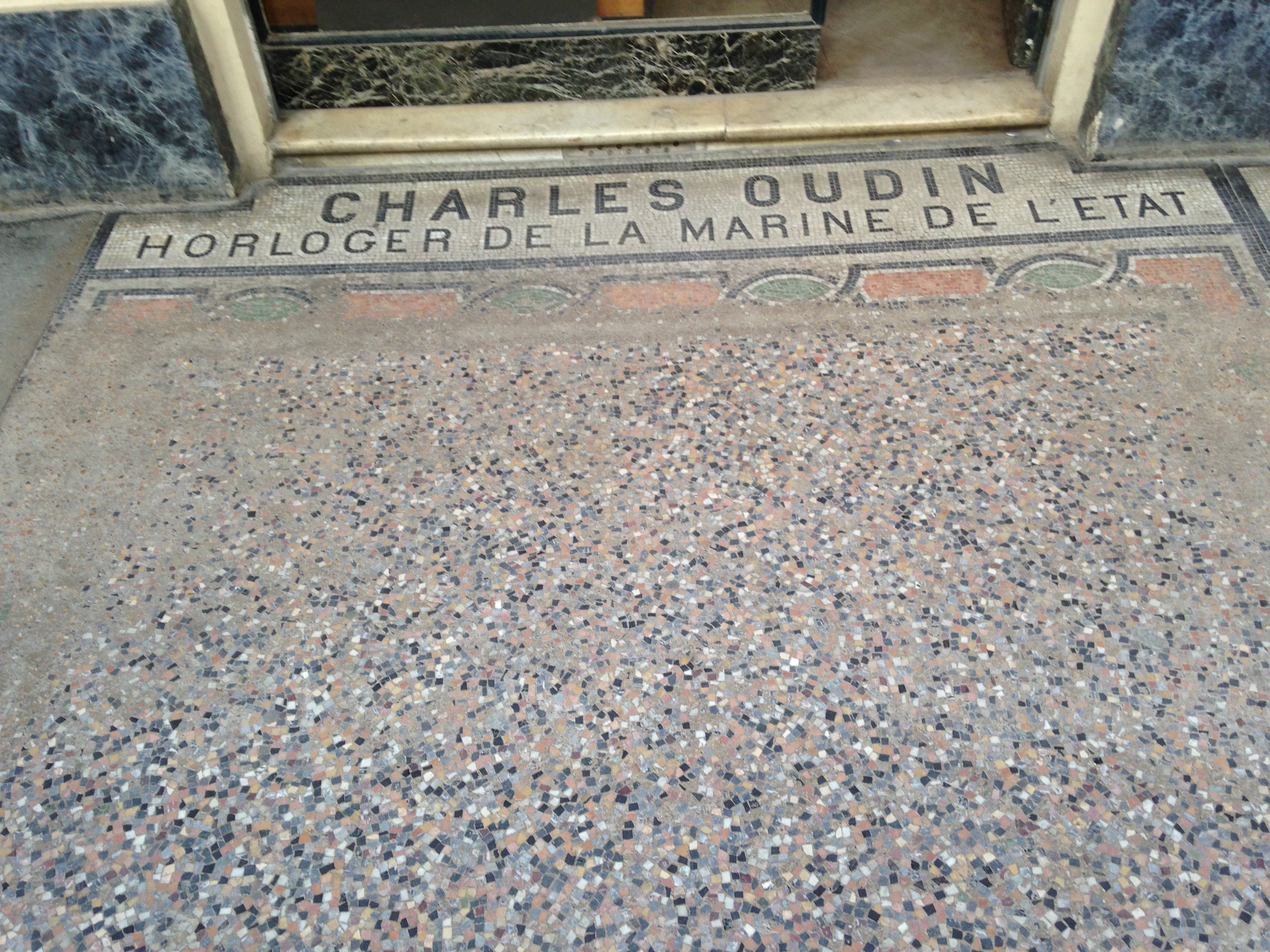
Mosaïque Charles Oudin, Palais Royal, Paris

Charles Oudin restera implanté dans ce quartier toute sa vie, bien que les adresses varieront quelque peu : Galerie de Pierre, 52 (en 1811); Palais Royal, 52 (en 1812); et Palais Royal, Galerie Montpensier, 52, en 1845.
Charles Oudin épouse en 1797 Antoinette Leroy, la sœur d'un autre horloger de renom, Basile-Charles Leroy. Ils ont un fils, Charles Raymond (d. 1867), et une fille, Elzire Marguerite. Le 30 juin 1836, Charles Oudin cède son fonds de commerce à son fils Charles Raymond, qui continue l'activité de son père.
En 1899, alors sous la direction d'Amédée Charpentier, la maison est transférée au 17, avenue de l'Opéra.
On remarquera que, pendant toute son histoire, Charles Oudin reste fidèle au centre historique de Paris : ses ateliers et boutiques sont situés successivement au Palais Royal, avenue de l'Opéra, et de nos jours, Place Vendôme.

## Oudin-Charpentier: un nouveau début
Vers 1857 Charles-Raymond cède Charles Oudin à un horloger nommé Amédée Charpentier. Ce dernier continue à produire des montres et pendules, sous la désignation "Oudin-Charpentier", et poursuivant son activité au Palais Royal, no. 52 et rue Montpensier, no. 30. Pendant cette période, la maison prend une dimension internationale, avec des adresses ou des représentants à Londres et New York.
Amédée Charpentier devient un horloger renommé, se spécialisant dans les montres de précision, les montres compliquées et les montres de luxe. Il compte parmi ses clients le roi et la reine d'Espagne, le Pape Pie IX, L'empereur et l'impératrice de Russie, les rois d'Italie et de Grèce et l'Impératrice Joséphine.

## Charles Oudin aux expositions
La maison Charles Oudin participe aux grandes expositions, d'abord nationales - les Expositions des produits de l'industrie française -  puis internationales - les Expositions Universelles - qui ont marqué le XIXe siècle.
Parmi les Expositions des produits de l'industrie auxquelles la maison participe, on peut citer celles de 1806 et 1819. En 1806, Charles Oudin reçoit une médaille pour une montre se remontant par le pendant - un exploit à l'époque. À l'Exposition de 1819, la maison expose, entre autres, une "montre à équation dont la disposition est ingénieuse" qui lui vaut une citation.
Charles Oudin est également présent aux Expositions Internationales de Londres en 1862 et de Paris en 1867.
À ces occasions, la maison Oudin-Charpentier publie des catalogues décrivant en détail les pièces exposées,. Parmi elles, des pendules "Duchesse" (Nos. 17 et 18, 1862) ; une châtelaine et montre en cristal de roche (No. 24, 1862) ; un chronomètre de poche à remontoir et table d'équation (No. 47, 1862) ; un régulateur de cheminée fait pour l'empereur Napoléon III (No. 1, 1867) ; une montre en nacre faite pour l'impératrice de Russie, qui l'a donnée à la princesse Dagmar, l'épouse du tsar Alexandre III de Russie (No. 38, 1867) ; et une montre à remontoir, grande sonnerie et répétition minutes, faite pour le comte de Villafranca (No. 55, 1867).
À cette époque Charles Oudin réalisa des montres extraordinaires pour les familles royales d’Europe. On compte parmi ses clients le tsar et la tsarine de Russie, le roi et la reine d’Espagne, le roi de Portugal et l’impératrice Joséphine, Napoléon III, le « comte de Chambord », le roi d’Italie, le roi de Grèce, le pape Pie IX,,,.

## Précision et innovation technique
Comme l'indiqueraient ses liens étroits avec Abraham-Louis Breguet, la maison Charles Oudin est marquée dès ses débuts par la recherche de la précision et de l'innovation technique. À ce titre, plusieurs montres et pendules doivent être citées :
- Une pendulette de voyage signée "Oudin à Sedan", faite vers 1790, avec l'échappement à détente pivotée d'Arnold et répétition des quarts et dont la boîte en or est proche de celle que Breguet a livré à Napoléon Bonaparte en 1798.
- Une montre "souscription" signée "Charles Oudin, Elève de Breguet, Palais Royal No. 65" avec échappement spéciale, faite vers 1800 ; Charles Oudin a développé un mécanisme spécifique pour les montres de souscription de Breguet
- Une montre perpétuelle "à balançoire", gravée sur la cuvette "Inventée et exécutée par Ch. Oudin Elève de Breguet", faite pour l'Exposition des produits de l'industrie française de 1806 (aujourd'hui dans le Patek Philippe Museum à Genève)
- Une montre à remontage automatique, une montre se remontant par le pendant[17], et une montre avec indication des phases de la lune et des mois synodiques, qui ont reçu des récompenses à l'Exposition des produits de l'industrie française de 1806
- Une montre à équation du temps qui a reçu une récompense à l’Exposition des produits de l'industrie française de 1819
- Une montre de "souscription" à[18] Équation du temps, faite vers 1820
- Un petit chronomètre de marine avec échappement spécial, fait vers 1830
- Une montre à répétition des quarts, grande et petite sonnerie et thermomètre, faite vers 1850
- Une pendulette de voyage à grande et petite sonnerie, avec phases de lune, alarme et échappement spécial, faite en 1869
- Une montre huit jours à répétition minutes, grande et petite sonnerie au passage, et remontage au pendant, faite pour le Comte de Chambord vers 1870

## Clients célèbres

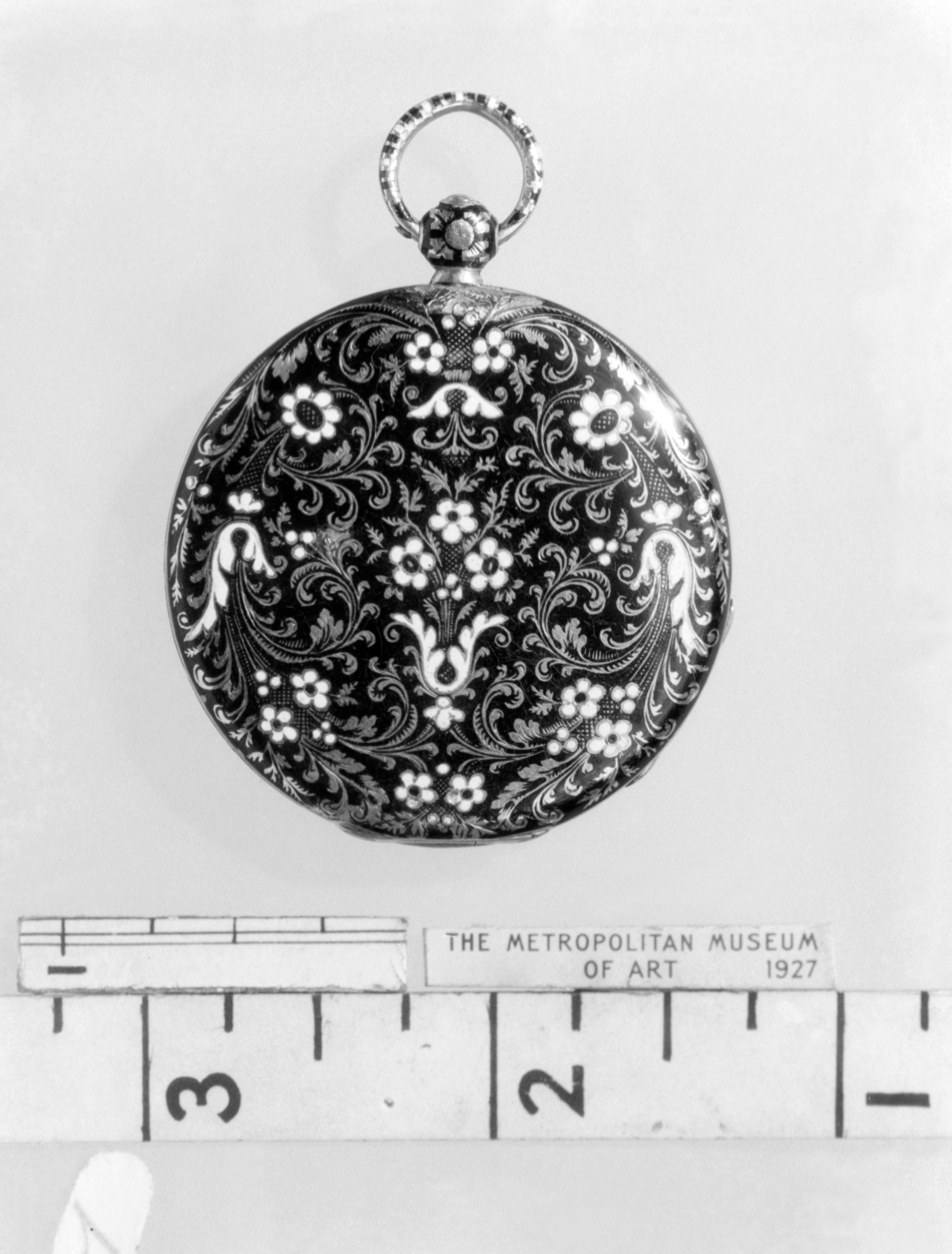
Montre en or et émail (1822–38), donnée au MMA en mémoire de Lady Fletcher-Moulton, en 1926.

Au cours de son existence la maison Charles Oudin a compté parmi ses clients de nombreux célébrités et personnalités influentes. À l'Exposition universelle de Londres en 1862, Oudin est cité comme étant horloger particulier de l’Empereur et l'Impératrice de France, du Pape, du Roi et de la Reine d’Espagne et de la Marine Impériale. Parmi ses clients célèbres, on peut mentionner :
- l’Impératrice Joséphine, pour laquelle on a créé une montre à répétition à tact (c'est-à dire, qui peut indiquer l'heure silencieusement, de manière tactile), en 1805[20]
- La Reine Victoria, pour laquelle Charles Oudin a fait une montre miniature vers 1840, qui fut appelée "Six Pence" à cause de sa petite taille, similaire à celle de la pièce de monnaie anglaise[réf. souhaitée].
- Le Comte d'Adhémar, pour lequel un chronomètre de poche a été fait en 1859[21]
- Le Comte Komar, qui a acquis un chronomètre de poche avec mouvement en or massif en 1860[réf. souhaitée]
- Le roi d'Espagne, pour qui la maison Oudin a exécuté une petite pendule de voyage avec sonnerie au passage, répétition des quarts, un échappement libre à ancre, et réglage chronométrique[22]
- Napoléon III, pour qui un régulateur de cheminée a été construit en 1867[23]

## Montres joaillerie, chic parisien
En parallèle de son souci de la précision et de la perfection technique, la maison Charles Oudin a toujours créé des montres à la dernière mode, dont les décors riches et élégants furent élaborés par les meilleurs artisans parisiens. Parmi elles, on peut citer :
- Une montre en forme de bourse en or et émail, dont le couvercle est orné de diamants et d'une étoile sertie d'améthystes et de diamants, faite vers 1860
- Des montres en forme de croix, dont les premières datent de 1859 ; l'une d'entre elles, ornée de brillants, saphirs et rubis, fut exécutée pour la reine d'Espagne vers 1860
- Une montre pendentif squelette en or et cristal de roche, sertie de diamants, avec la devise "Dieu mon droit" écrite dans des cartouches en émail sur la face de la montre, faite pour l'Exposition Universelle de Londres en 1862
- Vers 1920, au début des "années folles", Oudin propose ses premières montres bracelets pour homme et femme, répondant à la nouvelle mode des montres portées au poignet. Certaines de ces montres, en or ou en platine, sont ornées de pierres précieuses telles qu'émeraudes, saphirs, perles fines, et diamants.

## Dans les musées
De nos jours, de nombreuses pièces de Charles Oudin sont préservées dans les musées à travers le monde. Parmi elles :

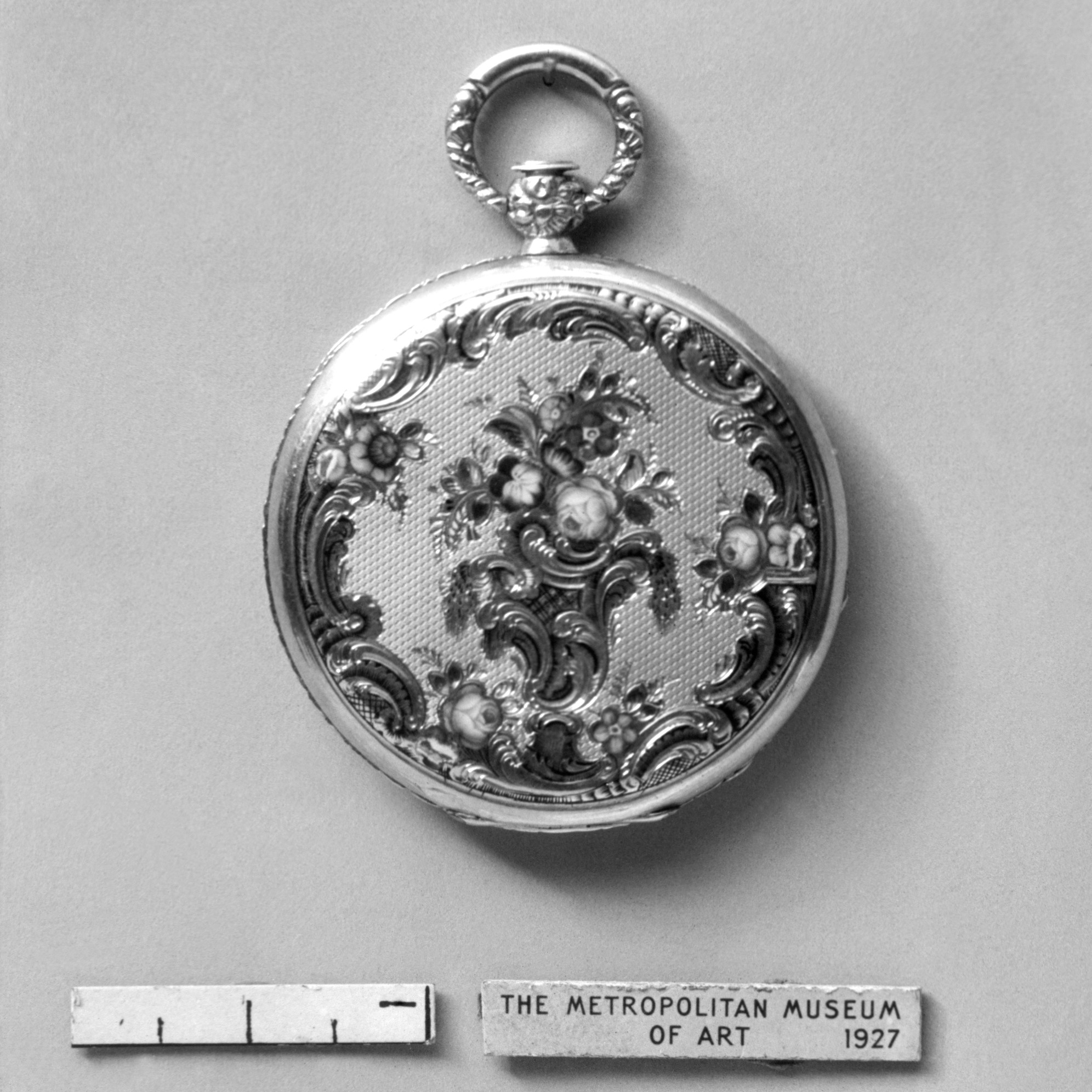
Montre en or, émail et argent, v. 1835 (MMA)

- Montre en or, émail et argent, v. 1835 (MMA)Une montre "souscription" en or, avec un système d'équation du temps inventé par Charles Oudin, faite vers 1825, dans le Musée Paul-Dupuy à Toulouse[24]
- Une grande montre en argent, avec échappement duplex, à deux roues, anciennement dans la collection du Time Museum à Rockford, Illinois[25]
- Deux montres de dame en or émaillé, faites vers 1830, dans le Metropolitan Museum de New York[26]
- Une petite montre pendentif avec une longue chaine en or ornée de perles, faite vers 1810, dans le Bowes Museum à Barnard Castle, UK[27]
- Une montre de deuil à châtelaine avec une boîte en ébonite, faite vers 1860, dans le British Museum à Londres[28]
- Une montre à châtelaine dans l'Ermitage à Saint-Pétersbourg[réf. nécessaire]
- Deux montres perpétuelles dans le Patek Philippe Museum de Genève[réf. nécessaire]
- Une montre dans le musée Breguet à Paris[réf. nécessaire]
- Une pendulette-calendrier faite vers 1865, dans le Conservatoire National des Arts et Métiers de Paris[29]

## La relance
En 1998, Camille Berthet, également issu d'une famille d'horlogers[réf. nécessaire] reprend la marque Charles Oudin. Aujourd'hui la maison produit des montres essentiellement joaillerie. Les collections « Retro » et « Deco » sont inspirées des modèles Art déco du début du XXe siècle. La collection « Historique », avec ses montres en or et platine avec complications, évoque le passé d’horloger de la Marine de Charles Oudin. La collection « Curvex », lancée en 1999, est composée de montres entièrement serties de pierres précieuses, à la manière d’une bague. La création du modèle « Full Amazone », devenue un emblème de la maison, date de l'année 2000.
Les deux filles de Camille Berthet, Claire et Carole, ont rejoint la maison, en 2005 et 2008 respectivement[réf. nécessaire].